# Frivaldszky János (jogász)
Frivaldszky János (Nyíregyháza, 1969. május 8. –) jogfilozófus, politológus, egyetemi tanár, a Pázmány Péter Katolikus Egyetem Jog- és Államtudományi Kar Jogbölcseleti Tanszékének vezetője, az államelmélet művelője.

## Iskolák, tudományos fokozat
1987 és 1994 között az ELTE Bölcsészettudományi Kar: Romanisztikai Intézet olasz szakára járt és kiváló minősítést szerzett.
1994-ben dékáni kinevezéssel ösztöndíjas tanszéki demonstrátor.
1997-ben az ELTE Állam- és Jogtudományi Kar politológia szakán szerzett jeles minősítésű diplomát.
1999–2004: Miskolci Egyetem ÁJK, Jogász szak, diplomájának minősítése: cum laude. 
1995–2004: ELTE ÁJK, Politikatudományokból PhD. A dolgozat címe: „A természeti törvény a politikai gondolkodásban a kezdetektől a történeti jogi iskoláig.” oklevelének minősítése: summa cum laude. 
2012: Habilitáció: PPKE JÁK, tantárgyi előadás minősítése: 100%, tudományos kollokvium minősítése: 95%, idegen nyelvű előadás minősítése: 100%.

## Ösztöndíjak, tanulmányutak, kitüntetések
- 1988–1989: Istituto Superiore Internazionale di Cultura „Mistici Corporis” – Loppiano (Incisa Valdarno, Firenze) teológiai és morálfilozófiai tanulmányok
- 1996 júliusa és 1998 júliusa: Tempus ösztöndíjjal a római La Sapienza Egyetem Jogfilozófiai Intézetében folytat kutatásokat Bruno Romano mellett. Konzultációkat folytat Sergio Cottával, Antonio Punzival és Paolo Savaresével
- 2008–2010: MTA Bolyai János Kutatási Ösztöndíj, címe: „A jog a személyközi kapcsolatokban az újabb olasz jogfilozófiai kutatások fényében.” A Bolyai János Kutatási Ösztöndíj Kuratóriuma „kiemelkedő” minősítéssel fogadta el a záró kutatói jelentést (2010.11.24.), amiért Bolyai emléklapot is kapott (2011.06.29.).
- 2010.10.: Vendégtanár az ERASMUS program keretében: Università Cattolica del Sacro Cuore. Facoltà di di Giurisprudenza, Sede di Piacenza. Meghívó professzor: Mariachiara Tallacchini
- 2011.09.29.: Lósy Imre Díjban részesült PPKE JÁK
- 2012.11.26–29: Vendégtanár. Università Mediterranea di Reggio Calabria (Olaszország), Alkotmányjogi Tanszék, Meghívó professzor: prof. Antonino Spadaro, ordinario di Diritto costituzionale. 4 összevont évfolyamelőadás tartása
- 2019. június 3. (székfoglaló napja) – a Szent István Tudományos Akadémia rendes tagja
- 2019. május 31. – A „Természetjog kiváló kutatója” PPKE JÁK, Jogbölcseleti Tanszék, Ius naturale kutatócsoport
- 2019. július 22. – Magyar Érdemrend Tisztikeresztje

## Oktatási tevékenység, munkahelyek
1993–1995: Országgyűlési bizottságnál (Emberi jogi, kisebbségi és vallásügyi), illetve frakciónál szakértő, szakterülete: emberi jogok, alkotmányozás, önkormányzati választási rendszer. Az emberi jogok történetének megírása frakció országgyűlési képviselő(jelölte)i számára képzési anyag gyanánt (kézirat: kb. 50 o.) 
1996–2001: A Miskolci Egyetem BTK, Szociológia Tanszék, egyetemi tanársegéd, Jogszociológia, Szociológiaelmélet tárgyak oktatása 
1996–1999: PPKE BTK, Szociológia Tanszék, Jogszociológia c. tárgy oktatása és tananyagának összeállítója, a tanszéki tudományos-szervezői bizottság tagja 
1999: Ösztöndíjasként egy szemeszteren keresztül Természetjog eszmetörténete c. kurzus oktatása az ELTE ÁJK Filozófia Tanszékén (Meghívó tanár: dr. Karácsony András) 
1995–: PPKE JÁK oktatója a Kar alapításától kezdve 2002. október 1-től egyetemi adjunktus 
2005.03.01-től egyetemi docens 
2014.09.01-től egyetemi tanár (köztársasági elnöki kinevezés hatályának napja)

### Oktatott tantárgyak
- Természetjog (tárgyjegyző, tankönyvek megírója, tárgy oktatója)
- Állam- és politikai szociológia (tárgyjegyző, oktató, tananyag összeállítója)
- Jogszociológia (egy ideig oktató)
- Politológia (tárgyjegyző, oktató, tananyag összeállítója)
- Jogfilozófia (egyetemi jegyzetek könyvfejezeteinek megírása)
- Politikai földrajz (tárgyjegyző, oktató, tananyagok összeállítója)
- Közpolitika (tárgyjegyző, oktató, tananyagok összeállítója)
- Globális világ politikai és társadalomföldrajza (tárgyjegyző, oktató, tananyagok összeállítója)

2009–(2012): PPKE BTK Politológia Tanszék, egyetemi docens, Közpolitika és az Önkormányzat és helyi politika c. tárgy oktatása (tárgyjegyző, oktató, tananyagok összeállítója) 
2012 után csak a Közpolitika tárgyat oktatta 
2007–: PPKE JÁK Deák Ferenc Továbbképző Intézet, Bevezetés a jogelméletbe c. tárgy oktatása 
2009–: PPKE JÁK Doktori Iskola, Jog és erkölcs c. kötelezően választható tárgy oktatása, tananyag megírása 
2011–: PPKE JÁK Jogelmélet 2 c. kötelező tárgy tárgyjegyzőként való oktatása a jogász hallgatók számára, valamint tankönyv megírása. 
2011–2012: PPKE BTK Politológia tanszék Jogalkotástan c. tárgy oktatása (és tananyag összeállítása) 
2012–: Jogelmélet 1. c. kötelező tárgy tárgyjegyzőként való oktatása a jogász hallgatók számára. Tankönyv szerkesztése és döntő többségének (17 fejezetből 10 fejezet) megírása 
2012–: A Társadalometika c. kötelező tárgy tárgyjegyzőként való oktatása jogászhallgatóknak. Logika és Filozófiatörténet c. tárgyak tananyagainak összeállítója, tárgyjegyzője
2013.09.06. – 2014.05.30.: PPKE Keresztény Filozófiai Intézet mb. vezetője 
2015–: Jogászi érvelés, jogi retorika c. kötelezően választható tárgy tanítása jogász képzésben dr. Könczöl Miklóssal közösen (saját szerzőségű tananyag megírása dr. Könczöl Miklóssal együtt – tanulmánykötet tansegédletként)
2016–: Jogfilozófia c. kötelező tárgy oktatása a PPKE JÁK Doktori Iskolájában
2014–2018: KETEG (Keresztény Társadalmi Elvek a Gazdaságban) képzésben órák tartása a Budapesti Corvinus Egyetemen, illetve a Sapientia Szerzetesi Hittudományi Főiskolán

## Idegennyelvű tárgyak oktatása
PPKE JÁK: 2001-ben egy szemeszteren át 20 óra időterjedelemben (heti 2 óra, 10 alkalom) „Diritto naturale” c. kurzust oktatott olasz nyelven olasz hallgatóknak.
PPKE JÁK: 2002-ben egy szemeszteren át „Corso di filosofia del diritto” c. kurzust oktatott olasz nyelven olasz hallgatóknak.

## Tananyagfejlesztési tevékenység
A Jogelmélet, jogfilozófia területén: 
- A Jogelmélet 1 c. kötelező tárgy az országban teljesen új koncepció szerinti tankönyvének döntő többségének (17-ből 10 fejezet) általa való megírása és a kötet szerkesztése. Frivaldszky János: (szerk.): A jogi gondolkodás mérföldkövei a kezdetektől a XIX. század végéig. Szent István Társulat, Budapest, 2012. második, javított kiadás: 2013. Számos új, korábban nem tanított, illetve nem ilyen mélységig tanított szerző, irányzat bemutatása a hallgatóknak egységes koncepcióban (Jogelmélet 2. c. tárgy megalapozása)
- Az általa jegyzet Jogelmélet 2 c. kötelező tárgy, illetve a Természetjog c. tárgy (jogász hallgatók számára kötelező tárgy, illetve más időszakban kötelezően választható tárgy) tananyagának önálló kötetekben történő megírása, tananyagaik teljesen új és eredeti tematika szerint való kidolgozása
- A Természetjog c. tárgy országosan is egyedállóként történő oktatása. A Jogelmélet 2. c tárgy tankönyve: Frivaldszky János: A jogfilozófia alapvető kérdései és elemei. Budapest, SZIT, 2011, második kiadás: 2013
- Jogászi érvelés, jogi retorika c. kötelezően választható tárgy tananyagának kidolgozása és összeállítása, tansegédlet (szöveggyűjtemény) elkészítése dr. Könczöl Miklóssal együtt (2015)
- Jogfilozófia c. kötelező tárgy oktatása, tananyagának összeállítása a PPKE JÁK Doktori Iskolájában

Egyéb jogelméleti, jogszociológiai és politológiai tárgyak:
A 20 év oktatási idő alatt az általa jegyzett számos szabadon választható tárgy saját tananyaggal történő ellátása. Állam- és politikai szociológia, Politológia, Politikai földrajz, Közpolitika (x), Globális világ politikai és társadalomföldrajza (x), Önkormányzat és helyi politika (x), Jogalkotástan (x) c. tárgyak tananyagának összeállítása. Az elméleti és a gyakorlati tudás ötvözése a tananyagban és az oktatásban az „x”-szel jelölt tárgyaknál.
A Politológia c. tárgyhoz tankönyv írása (2016)

## Oktatási és tudományos tisztségek, vezető beosztások
2002.07.03. – 2005: PPKE JÁK Tanulmányi Bizottság Elnöke 
2005-ben fél évig: PPKE JÁK megbízott oktatási dékánhelyettes 
2005–: PPKE JÁK Kari Tanácsának Tagja 
2006–: PPKE JÁK Kari Doktori Tanácsának tagja 
2006–2019.09.02.: PPKE JÁK Doktori Iskola koordinátora 
2011.09.01–: PPKE JÁK Jogbölcseleti Tanszék vezetője 
2011–: PPKE JÁK, Tudományos Tanácsadó Testület tagja 
2012. július –: A „közjó és kormányzás” c. Kari TÁMOP projekt kutatásfejlesztési stratégiai dokumentumának kidolgozását végző munkacsoport tagja 
2013.01.14–: CERMEG Jogi Módszertant Kutató Központ (Trentó, Olaszország) Igazgató Tanácsának tagja 
2013.05.30–: Centro Studi „Diritto, religioni e letterature” – DIREL (Torinó, Olaszország), Tudományos és Operatív Bizottságának tagja 
2013.09.06. –m2014.05.30.: A Keresztény Filozófiai Intézet (PPKE) mb. vezetője
2019.09.02. – 2020.12.31.: A Pázmány Péter Katolikus Egyetem Egyetemi Tanácsának tagja
2019.09.02. –: A Pázmány Péter Katolikus Egyetem rektorának külügyi és tudományos főtanácsadója
2019.10.07. – 2020.12.31.: A Pázmány Péter Katolikus Egyetem külügyi és tudományszervezési rektorhelyettese
2020.05.19. – 2021.11.30.: Szent II. János Pál Pápa Kutatóközpont (PPKE) vezetője

## Kari konferenciaszervezési tevékenység
A PPKE JÁK Jogbölcseleti Tanszékének oktatójaként, majd vezetőjeként az alábbi konferenciákat szervezte:
- Jog és társadalomelmélet. Könyvbemutatóval egybekötött országos szakmai konferencia. Időpont: 2000. 11. 17. Helyszín: PPKE JÁK, Kari tanácsterem. résztvevők száma kb. 30 fő.
- Van-e jövője a természetjognak? Több egyetem oktatójának részvételével. Időpont: 1999. 04. 08. Helyszín: PPKE JÁK Jogbölcseleti Tanszék, résztvevők száma kb. 20 fő.
- Szubszidiaritás és szolidaritás az Európai Unióban. Időpont: 2005. 12. 02. Helyszín: PPKE JÁK, Kari tanácsterem. Szerkesztett anyaga szerkesztésében megjelent.
- El Beheiri Nadjával közösen: „Aequitas és természetjog.” Műhelykonferencia. Időpont: 2007.05.02. Helyszín: PPKE JÁK, Kari tanácsterem. Wolfgang Waldstein részvételével
- Az Emberi jogok helyzete ma – 60 éves az Emberi Jogok Egyetemes Nyilatkozata. Schanda Balázzsal együtt. Időpont: 2008.12.10. Helyszín: PPKE JÁK, díszterem. Szerkesztett anyaga szerkesztésében megjelent.
- Jhering és jogelméletének hatása. Pokol Bélával együtt. 2009.05.29. PPKE JÁK, Kari tanácsterem. Szerkesztett anyaga társ-szerkesztésében megjelent.
- Emberi méltóság és a jog. Külföldi előadó részvételével, részben idegen nyelven. Időpont: 2010. május 19, Helyszín: PPKE JÁK, Kari tanácsterem. Szerkesztett anyaga szerkesztésében megjelent.
- A család belső alkotmánya – a család az alaptörvényben és a jogalkotásban. Elméleti megfontolások és de lege ferenda javaslatok tekintettel a családvédelmi törvényre és a polgári jogi kodifikációra. Időpont: 2011. december 16. Helyszín: PPKE Díszterem, II. János Pál terem. Szerkesztett anyaga szerkesztésében megjelent.
- A jogelmélet kutatása és oktatása hazánkban a rendszerváltás után. Szakmai szimpózium a 70 éves Varga Csaba tanszékvezető egyetemi tanár, tudományos tanácsadó tiszteletére. Időpont: 2011. június 7. Országos szakmai konferencia. Helyszín: PPKE Díszterem, II. János Pál terem. Szerkesztett anyaga szerkesztésében megjelent.
- Szakmai könyvbemutató és konferencia. Időpont: 2011. június 22. 11–13 h. Helyszín: PPKE Díszterem, II. János Pál terem
- Jó kormányzás, jó kormányzat, jó állam. Többek között három olasz előadó részvételével országos konferencia. (TÁMOP projekt keretében szervezett) Időpont: 2012. december 19. Helyszín: PPKE JÁK, Díszterem. Szervezők: PPKE JÁK Regulae Iuris kutatócsoport, Ius naturale kutatócsoport, az Osservatorio sul buon governo kutatócsoport (Torino, Cuneo)
- A közjó jog- és politikai filozófiája nyomában. Egy olasz meghívott előadó részvételével. Időpont: 2013. november 15 (péntek) 14 órától. Helyszín: PPKE JÁK Jogbölcseleti Tanszék (Szentkirályi u. 28. II. em.)
- A politika antropológiája nyomában. Machiavelli „A fejedelem” c. művének 500 éves évfordulója alkalmából. Szervezők: Az MTA TK Politikatudományi Intézete és a PPKE Keresztény Filozófiai Intézet „Ius Naturale” Kutatócsoportjának vezetője (Frivaldszky János). Időpont: 2013. december 6, péntek, 14-17.30 óra. Helyszín: MTA TK PTI (1014 Budapest, Országház u. 30., PTI tanácsterem)
- A család (jog)filozófiája felé. Szervező a PPKE Keresztény Filozófiai Intézet „Ius Naturale” Kutatócsoportjának vezetője (Frivaldszky János). Időpont: 2014.02.05. Helyszín: PPKE JÁK Jogbölcseleti Tanszék (Szentkirályi u. 28. II. em.)
- Dante politikafilozófiájának jogelméleti háttere. PPKE JÁK, „Ius naturale” kutatócsoport műhelykonferenciája. Időpont: 2014.03.07. (péntek) 15.00–17.00. Helyszín: PPKE JÁK Jogbölcseleti Tanszék (Szentkirályi u. 28. II. em.)
- Maurizio Manzin (a CERMEG elnöke): Argumentation in Trial: a ‘Rhetorical’ Account of Legal Syllogism.Federico Puppo (a CERMEG titkára): Argumentation in Trial: How to Be Logic with a Vague Language. Időpont: 2014. május 20. (kedd) 10–13 óra. Helyszín: PPKE JÁK, Kari Tanácsterem. Idegen nyelvű, nemzetközi részvételű konferencia. PDF megtekintése »
- Emberi jogi kérdések, visszásságok. Időpont: 2014. június 18. (szerda) 15 -18 óra, PPKE JÁK, „Ius naturale” kutatócsoport műhelykonferenciája. Helyszín: PPKE JÁK Jogbölcseleti Tanszék (Szentkirályi u. 28. II. em.)
- „Ius naturale” kutatócsoport tagjainak kutatói beszámolóit tartalmazó műhelykonferencia. (7 fő tartott előadást) Időpont: 2014. december 10. (szerda) 16.00-tól. Helyszín: PPKE JÁK Jogbölcseleti Tanszék (Szentkirályi u. 28. II. em.)
- „Vasárnap-vásárnap?” szakmai kerekasztal-konferencia. Szervezte: PPKE JÁK Munkajogi Tanszéke (annak vezetője: Gyulavári Tamás) és a „Ius naturale” kutatócsoport vezetője: Frivaldszky János, Időpont: 2015. március 12. (csütörtök) 15:00–18:00. Helyszín: PPKE JÁK. Szentkirályi utca 28. II. előadó
- Konferencia címe: Milyen alapelvek és értékszempontok alapján tekintsünk korunk migrációs válságára? Időpont: 2015. november 12. (csütörtök) 16.00-19.00. Szervező: Frivaldszky János a Ius naturale kutatócsoport (PPKE JÁK, Jogbölcseleti Tanszék) vezetője, Helyszín: Pázmány Péter Katolikus Egyetem, Jog- és Államtudományi Kar, Kari Tanácsterem
- Külföldi főelőadóval (Amy Gajda) továbbiakban magyar nyelvű konferencia: Konferencia címe: Véleménynyilvánítás szabadsága, média és a közjó. Szervezők: Frivaldszky János a Ius naturale kutatócsoport (PPKE JÁK, Jogbölcseleti Tanszék) vezetője és a NMHH Médiatanácsának Médiatudományi Intézete (Koltay András) Időpont: 2016, április 22. (péntek) 14.00-19.00. Helyszín: Pázmány Péter Katolikus Egyetem Jog- és Államtudományi kar, Kari Tanácsterem
- Konferencia címe: „A természetjog napja” Szervező: Frivaldszky János a Ius naturale kutatócsoport (PPKE JÁK, Jogbölcseleti Tanszék) vezetője Időpont: 2016. május 27. (péntek) Helyszín: Pázmány Péter Katolikus Egyetem Jog- és Államtudományi kar, Kari Tanácsterem
- Konferencia címe: „La concezione del diritto nelle opere di Giambattista Vico” olasz és magyar nyelvű műhelykonferencia. Időpont: 2016. szeptember 22. (csütörtök) 15.30-17.30. Helyszín: Pázmány Péter Katolikus Egyetem Jog- és Államtudományi Kar, Jogtörténeti Tanszék gyakorlója (II. em.) Szervező: Frivaldszky János, a Ius naturale kutatócsoport (PPKE JÁK, Jogbölcseleti Tanszék) vezetője
- Konferencia címe: „Természetjog napja II.” Szervező: Ius naturale kutatócsoport (PPKE JÁK, Jogbölcseleti Tanszék), vezetője, Frivaldszky János Időpont: 2017. május 26. (péntek) Helyszín: PPKE JÁK, Kari Tanácsterem
- Konferencia: „Természetjog napja III.” Szervező: Ius naturale kutatócsoport (PPKE JÁK, Jogbölcseleti Tanszék), vezetője, Frivaldszky János Időpont: 2018. 05. 25. (péntek) Helyszín: PPKE JÁK, Kari Tanácsterem

A fenti konferenciákon túl még több mint egy tucat más tudományos konferenciát, szimpóziumot szervezett (pl. a Faludi Ferenc Akadémia Európa-műhely vezetőjeként 7-et, a PPKE JÁK Doktori Iskola titkáraként 3-at). Ezen kívül még féltucat konferencia szervezésében aktívan közreműködött.

## Kutatócsoportok, tudományos tagság
MTA köztestületi tagja (2015-től) 
MTA Politikatudományi Társaság tagja
1997–2005: A Faludi Ferenc Akadémián (magyar jezsuiták képzési programja) „Az Egyház társadalmi és politikaelméleti tanítása” program felelőse volt, majd hat évig volt az „Európa műhely” szakmai vezetője. Mindkét minőségben számos országos szakmai konferenciát, szimpóziumot, műhelybeszélgetést szervezett. Többek között az alábbiakat:
- 1997. 06. 12. „Állam és a közjó a katolikus egyház társadalmi tanításában.” előadó: Paczolay Péter,
- 1998. 10. 30. „Politika, jog, erkölcs.” 7 egyetemi oktató részvételével, Budapest, Faludi Ferenc Akadémia
- 2001. 08. 03-04. „Emberi jogok és Európa-koncepciók.” Tihany
- 2002. 07. 19-20. „A szabadság fogalmának értelmezése az európai politikai kultúrában.” Tihany
- 2004. 08. 27-29. „Az Európai Unió ember- és társadalomképe.” Tihany

A különböző szemináriumokon előadók voltak többek között: Sonnevend Pál, Kardos Gábor, Tallár Ferenc, Bayer József, Soós Edit, Ádány Tamás, Fekete Balázs, konferenciabeszélgetésekben részt vettek többek között: Karácsony András, Takács Péter, Szilágyi Péter, Balogh István. Ezeken kívül szervezésében megrendezésre került két országos méretű, az elektronikus és az írott média által is tudósított, illetve a szakmai írott média által is hivatkozott konferencia:
- 2002. 03. 01. „A nizzai emberi jogi karta és a Konvent: egy európai alkotmány felé?” PPKE JÁK díszterme. Ennek anyaga szerkesztésemben önálló kötetben is megjelent.
- 2003.03.07. „Milyen európai alkotmány körvonalazódik a Konvent munkája nyomán?” PPKE JÁK díszterme

2004-: A nemzetközi, római székhelyű Comunione e diritto bizottság (Movimento dei Focolari) kutatócsoportjának tagja
2006–: A PPKE JÁK Doktori Iskolájának koordinátoraként több konferenciát szervezett. Így például a 2007. május 22-én „Alapítványok és közalapítványok működése” c. konferencia a Doktori Iskolában a Deák Ferenc Továbbképző Intézet közreműködésével volt megtartva (előadók: Lomnici Zoltán, Darák Péter). 2007. június 1-én pedig az „Ombudsman és jogvédelem” c. konferencia szintén a Deák Ferenc Továbbképző Intézet közreműködésével volt megtartva a Doktori Iskolában. 
2007–2013: A Regulae Iuris (PPKE JÁK) kutatócsoport jogfilozófiai szekciójának megalapítója és vezetője volt. Műhelybeszélgetéseket, konferenciákat szervezett, illetve szervezésükben közreműködött, a kutatási eredmények publikálása szervezésében, azok szerkesztésében részt vett. 2012 októbere után e kutatócsoport jogbölcseleti szekciója a TÁMOP projektre fókuszált formájában élt tovább szakmai vezetésében. 
2009–2021. július: „Budai Filozófus Kör” alapító tagja. Tevékenység: tudományos konferenciák szervezése és azok anyagainak publikálása. Kiemelt projektek: Molnár Tamás konferencia (helyszín: Sapientia Hittudományi Főiskola, az előadások anyagai publikálásra kerültek Frenyó Zoltán szerkesztésében a Gondolat Kiadónál); Pauler Ákos konferencia (helyszín: PPKE JÁK, Kari Tanácsterem, az előadások anyagai publikálásra kerültek Frenyó Zoltán szerkesztésében). 
2009–: A nemzetközileg is elismert jogi módszertant kutató CERMEG (Centro di Ricerche sulla Metodologia Giuridica, Trento) kutatócsoport rendes tagja. A klasszikus jogászi érvelést kutatja, nemzetközi konferenciákon ad elő (Trento). 
2010–: Osservatorio sul buon governo (Torino, Cuneo) kutatócsoport tagja. Magában foglal olaszországi konferenciákon való előadásokat, kötetekben publikálást, közös kutatásokat, közös konferenciaszervezést (emberi méltóság és a jog, jó kormányzás, a szabadság kortárs jogfilozófiai értelme). 
2011–: Pázmány Law Review (PPKE JÁK) szerkesztőbizottsági tagja 
2012–: Az „Osservatorio sull’Antropologia della Libertà” (Torino) Tudományos Tanácsadó Testületének tagja 
2012–2021 november: „Ius naturale” kutatócsoport megalakítása, annak vezetése. Több konferencia szervezése, nem csak más egyetemekről és akadémiai kutató intézetekből érkezett előadókkal, hanem külföldi meghívott előadókkal is. 
2013.01.14. –: A jogászi módszertant kutató, nemzetközileg is elismert CERMEG kutatóintézet (Trento, Olaszország) igazgató tanácsának tagja 
2013.05.30. –: Centro Studi „Diritto, religioni e letterature” – DIREL (Torino, Olaszország), Tudományos és Operatív Bizottságának tagja 
2013.09.06. – 2014.05.30: Keresztény Filozófiai Intézet (PPKE) mb. vezetője volt. A PPKE ezen karközi intézetének egyik fő feladata a filozófiai kutatások karközi koordinálása, előmozdítása, valamint a nemzetközi filozófiai kutatások folytatása együttműködve külföldi egyetemekkel. Vezetőként szakmai konferenciákat szervezett – az egyiket az MTA TK Politikatudományi Intézetével együtt – külföldi előadók részvételével.
A Torinói Egyetem Jogi Karán (Intézetében) a fogyatékossággal élők jogaival foglalkozó jogklinika szakértője
2016–2021. november: A Magyarországi Aquinói Szent Tamás társaság tagja 
2017.12.04. –: A Szent István Tudományos Akadémia rendes tagja

## OTDK témavezetés
- Paksy Máté OTDK, I. helyezés
- Kevevári István OTDK, II. helyezés (jelenleg a Nemzeti Közszolgálati Egyetem adjunktusa)

## Sikeres doktori (PhD) fokozatszerzések a doktori témavezetésével
- Dr. Kevevári István
- Dr. Zakariás Kinga – dr. Jakab Andrással közös témavezetés

## Doktori eljárásban hivatalos bíráló
- Dr. Lukácsi Tamás (ELTE ÁJK),
- Dr. Tóth J. Zoltán (ELTE ÁJK),
- Dr. Birkás Antal (ME ÁJK) és
- Dr. Nagypál Szabolcs (ELTE ÁJK) doktori eljárásában felkért hivatalos bíráló (opponens) volt.
- Dott. Andrea Racca (Italia, Torinói Egyetem, Jogi Kar) doktori dolgozatának nyilvános védés bizottságában szakértői rendes tag volt 2014.03.14-én.

## Folyóiratok szerkesztőbizottságában való részvétel, lektorálás
2011–: A Pázmány Law Review (PPKE JÁK) Szerkesztőbizottságának tagja.
Olaszországi jogfilozófiai szakfolyóirat (Teoria e Critica della Regolazione Sociale) számára 4 db. tanulmány lektorálása.
Tanulmányok lektorálása a Pázmány Law Review és a Iustum, Aequum, Salutare folyóiratok számára. Az utóbbi esetében folyóiratszám-blokkok szerkesztőjeként.
1 db tanulmány lektorálása a BGF egyik konferencia- (szimpózium) kötete számára (2015).
2016–2017: A Magyar Bioetikai Szemle Szerkesztőbizottságának tagja Hámori Antal elnökletének idején
Tanulmányok lektorálása a Magyar Bioetikai Szemle, az Állam- és Jogtudomány és a Magyar Sion folyóiratok számára.
E kötetek szakmai lektorálása:
Kaiser Tamás (szerk.): A jó állam mérhetősége II. Dialóg Campus, Budapest, 2016, 167 o.
Kaiser Tamás (szerk.): A Jó Állam Mérhetősége III. (Nemzeti Közszolgálati Egyetem)
A „Diritto, comportamenti e forme di »credenza«”” című jogfilozófiai szakkönyv anonim szakmai véleményezése a torinói Giappichelli kiadó „TOB” sorozata (Antropologia ed estetica giuridica) számára

## Külföldi szakértői tevékenység
2018: Két aspiráns professzor pályázatának szakmai véleményezése a Trentói Jogi Kar számára, akik a legmagasabb besorolású professzori kategóriába való felvételre jelentkeztek

## Egyéb szakmai tevékenység
2018: A Magyar Nemzeti Bank FB megbízásából „Jogfilozófiai összefoglaló a Magyar Nemzeti Bank etikai kódexének értékeléséről” című tanulmány írása

## Tudományos előadások

### Külföldi oktatási tevékenység
- 2009.11.: Meghívott oktató évfolyamelőadás tartására, Università degli Studi di Torino, Facoltà di Giurisprudenza, Dipartimento di Scienze Giuridiche. Kb. 80 hallgató és három egyetemi oktató jelenlétében. Meghívó tanár: Paolo Heritier
- 2010.03.: Meghívott oktató évfolyamelőadás tartására, Luiss, Facoltà di Giurisprudenza, Róma, kb. 100 hallgató jelenlétében. Meghívó professzor: Antonio Punzi
- 2010.10.: Vendégtanár az oktatói mobilitási program keretében. 5 évfolyamelőadás tartása: Università Cattolica del Sacro Cuore. Facoltà di Giurisprudenza, Sede di Piacenza, Sok száz hallgató és néhány jelenlevő professzor jelenlétében. Fogadó professzor: Mariachiara Tallacchini
- 2011.03.: Meghívott oktató 2 évfolyamelőadás tartására, Università di Torino, Facoltà di Giurisprudenza, kb. 150 hallgató és két professzor jelenlétében. Meghívó tanár: Paolo Heritier
- 2012.11.: Vendégtanárként 4, kari szinten összevont egyetemi főelőadás tartása sokszáz hallgató és 5 professzor jelenlétében, Università Mediterranea Reggio Calabria (Olaszország), Facoltà di Giurisprudenza, Meghívó professzor: Antonino Spadaro

### Hazai tudományos konferencia-előadásai
1. A fokolare mozgalom és az olaszországi katolikus mozgalmak politikai, társadalmi tevékenységének főbb karakterisztikumai. Konferencia: Konfliktus, konszenzus, kooperáció. II. Országos Politológiai Vándorgyűlés, Időpont: 1996. Helyszín Janus Pannonius Tudományegyetem
2. Észrevételek Varga Csaba „Előadások a jogi gondolkodás paradigmáiról” c. könyvéhez: az ószövetségi zsidó jogi gondolkodás, az újszövetségi etika, valamint Szent Tamás jogfilozófiája. Konferencia: Varga Csaba „Előadások a jogi gondolkodás paradigmáiról” c. könyvének, valamint az általa szerkesztett „Szövegek a jogi gondolkodás paradigmáinak tanulmányozásához” c. kötetének megvitatása. Időpont: 1996/1997 téli vizsgaidőszak, Helyszín: PPKE JÁK, kari tanácsterem
3. A közjó fogalma a katolikus egyház társadalmi tanításában. Konferencia: Magyar Politikatudományi Társaság III. Országos Politológus Vándorgyűlése. Időpont: 1997. május 9-10. Helyszín: Miskolc
4. Észrevételek a természetjog történetéhez. Konferencia: Van-e jövője a természetjognak? Időpont: 1999. április 8. 18.00-tól. Helyszín: PPKE JÁK, a konferencia szervezője: Frivaldszky János
5. Mélyrepülésben a nyugati kereszténydemokrácia? Tanulságok az olasz Democrazia cristiana sorsából. Barankovics Akadémia Alapítvány, Időpont: 2000. február 23. Helyszín: PPKE JÁK
6. A jogfilozófia megújítása a természetjog rehabilitációjáért. Konferencia: Természetjogtan, jogpozitivizmus, magyar jogelmélet, Időpont: 2001. október 5-6, Helyszín: Miskolci Akadémiai Bizottság székháza, Szervező: Miskolci Egyetem ÁJK és a Miskolci Akadémiai Bizottság
7. Az emberi jogok radikális politikai használatában rejlő veszélyek, a jogfilozófia elméleti szemszögéből. Konferencia: A nizzai emberi jogi karta és a Konvent: egy európai alkotmány felé? Időpont: 2002. március 1. Helyszín: PPKE JÁK, II. János Pál terem, díszterem, konferencia szervezője: Frivaldszky János
8. A természeti törvény a politikai gondolkodásban – az eszmetörténeti kutatás módszertani kérdései.Konferencia: Tíz éves a doktori képzés az Állam- és Jogtudományi Karon. Időpont: 2003. április 4. Helyszín: ELTE ÁJK Pázmány Péter terem
9. A dekonstrukcionalizmus sajátos értelmű norma- és szabályellenessége és ennek kritikája. Konferencia: Szabály és/vagy norma a jogelméletben. A Miskolci Egyetem és a Miskolci Akadémiai Bizottság konferenciája, Időpont: 2003. szeptember 26–27. Helyszín: Miskolci Akadémiai Bizottság székháza
10. Hans Kelsen és a természetjog. Konferencia: Tiszta jogtan – tiszta jogtudomány. Hans Kelsen jogtudományának alapkérdései. Időpont: 2005. június 8. Helyszín: ELTE ÁJK, Kari tanácsterem
11. Szubszidiaritás és az európai identitás a közösségek Európájáért. Konferencia: Szubszidiaritás és szolidaritás az Európai Unióban. Időpont: 2005. december 2, Helyszín: PPKE JÁK, Kari tanácsterem, a konferencia szervezője: Frivaldszky János
12. A szubszidiaritás és az európai identitás. Konferencia: Európa ideológiai alapjai: egység a különbözőségben. Időpont: 2006. április 20-21, Helyszín: PPKE JÁK II. János Pál terem, díszterem, a konferencia támogatója az Európa Parlament, fővédnöke az Európai Bizottság Magyarországi Képviselete
13. A kormányzás normaszabottsága az értett középkorban. Konferencia: A kormányzás elmélete és története. A Magyar Politikatudományi Társaság Vándorgyűlése, Időpont: 2006. június 23-24. Helyszín: Eger-Noszvaj (De la Motta-kastély)
14. Az egyetemi jogászi érvelés kialakulása Italia egyetemein. Konferencia: Egyetemi jogászság és gyakorlati jog – késő-középkor és újkori tendenciák. Jogtörténeti-jogelméleti konferenciasorozat I. Időpont: 2007. május 23, Helyszín: ELTE ÁJK Kari tanácsterem, http://www.ajk.elte.hu/konferenciak2007
15. A jog tudománnyá szerveződésének kérdései a középkorban. Konferencia: A középkori jogtudomány. Jogtörténeti-jogelmélet konferenciasorozat II. Időpont: 2007. október 30. Helyszín: MTA Szegedi Bizottságának székháza, http://jesz.ajk.elte.hu/bato32.mht
16. Jogfilozófiai alapkérdések a késő-középkori Európában. Konferencia: Európai jog és jogfilozófia. Jogi rendszerelemek és a jogászi gondolkodásmód alakulása az elmúlt fél évszázadban. Időpont: 2007. november 10 (szombat) Helyszín: PPKE JÁK
17. Jogosultságok a relacionalista jogfilozófia szemszögéből, Konferencia: Jogosultságok – elmélet és gyakorlat, Időpont: 2008. december 5, Helyszín: Miskolc, ME ÁJK, MTA Miskolci Bizottsága
18. Emberi jogok emberi természet nélkül? Konferencia: Az Emberi jogok helyzete ma – 60 éves az Emberi Jogok Egyetemes Nyilatkozata. Időpont: 2008. december 10, Helyszín: PPKE JÁK, II. János Pál terem, díszterem, A konferencia szervezői: Schanda Balázs és Frivaldszky János
19. A politikai viszony Schmittnél – elemzések az olasz természetjogászok nézőpontjából, Konferencia: Kortársunk-e Carl Schmitt? Időpont: 2008. május 28, Helyszín: PPKE JÁK, II. János Pál terem, díszterem
20. A házasság és a család természetjogi alapjai. Konferencia: A házasság intézményének védelme egykoron és ma. Időpont: 2008. május 14, helyszín: PPKE JÁK, II. János Pál terem, díszterem
21. Jog, jogosultságok, erőszak – jogfilozófiai kérdésfeltevések Jhering tanai nyomán, Konferencia: Rudolf von Jhering és jogelméletének hatása. Időpont: 2009. május 29, Helyszín: PPKE JÁK, Kari tanácsterem, A konferencia szervezői: Pokol Béla és Frivaldszky János
22. Az élet kultúrája és a jog. Konferencia: Az emberi fejlődés távlatai. XVI. Benedek pápa Caritas in veritate enciklikájáról. Időpont: 2009. október 14. Helyszín: Központi Papnevelő Intézet díszterme
23. Az emberi jogok természetjogi alapja. Konferencia: Emberi jogok az Egyház életében és jogában, Időpont: 2009. március 31. Helyszín: Budapest, Piarista köz 1., Sapientia Szerzetesi Hittudományi Főiskola
24. Jogtudomány és szentháromságos istenkép a késő középkorban, Konferencia: Vallási élmény, tapasztalat és megértés, jogtudományi, bölcseleti és teológiai szempontból, Időpont: 2009. november 6, Helyszín: ELTE ÁJK, díszterem
25. A posztmodern kór? Konferencia: Molnár Tamás eszmevilága, Időpont: 2009. október 16. Helyszín: Budapest, Piarista köz 1., Sapientia Szerzetesi Hittudományi Főiskola, A konferencia társszervezője: Frivaldszky János
26. Jog, igazságosság és szeretet, Konferencia: Korunk iránytűje, a Caritas in Veritate kezdetű enciklika jelentősége, Időpont: 2010. november 19. Helyszín: Budapest, Piarista köz 1., Sapientia Szerzetesi Hittudományi Főiskola, A szervezésben részt vett: Frivaldszky János
27. Házassági fogadalom természetjogi nézőpontból, Konferencia: A szerzetesi fogadalomból származó jogok és kötelességek, Időpont: 2010. március 1, Helyszín: Budapest, Piarista köz 1., Sapientia Szerzetesi Hittudományi Főiskola
28. Az „ember” alkotmányos fogalma, Konferencia: Magyar közjog az ezredforduló után, Időpont: 2010. február 24, Helyszín: PPKE JÁK
29. Mit üzen korunk jogásza számára Pázmány igazságra tartó szillogisztikus érvelési módja?Konferencia: Pázmány hatása a magyar államiságra és a jogra, Időpont: 2010. március 24, Helyszín: PPKE JÁK, II. János Pál-terem, díszterem
30. A „jó kormányzás” és/vagy „jó kormányzat” mint a helyes közpolitika feltételrendszere. Konferencia: A jó kormányzás kritériumai és társadalompolitikai programok szelekciója az egyház társadalmi tanítása alapján, Időpont: 2010. május 28. Helyszín: Budapest, Faludi Ferenc Akadémia, Horánszky utca
31. Gyermeki jogok és a család jogai. Konferencia: A ma gyermekei a holnap lehetőségei. A magyar európai uniós elnökség által szervezett nemzetközi konferencia, Időpont: 2011. március 22. helyszín: Budapest, Néprajzi Múzeum
32. Az öngyilkosság megítélése természetjogi szempontból. Konferencia: Öngyilkosság és jogtudomány. Időpont: 2011. november 18. 8.30 kezdettel. Helyszín: ELTE ÁJK, Kari Tanácsterem
33. A család néhány aktuális kérdése jogfilozófiai szempontból. Konferencia: A család belső alkotmánya – a család az alaptörvényben és a jogalkotásban. Elméleti megfontolások és de lege ferenda javaslatok tekintettel a családvédelmi törvényre és a polgári jogi kodifikációra. Időpont: 2011. december 16. (péntek) 15–19 h. Helyszín: PPKE Díszterem, II. János Pál-terem. A konferencia szervezője: Frivaldszky János
34. A prudencia és a természetjog viszonya. Szent Tamástól a neoklasszikus természetjogi irányzatig, majd vissza Tamáshoz. Konferencia: Életünk története: Aquinói Szent Tamás a gondviselésről és az okosságról. Időpont: 2011. márc. 25. 10-16.20-ig. Helyszín: Sapientia Hittudományi Szerzetesi Főiskola, Díszterem, Budapest, Piarista köz 1.,
35. A jogfilozófia oktatása és kutatása hazánkban a rendszerváltás után. Konferencia: A jogelmélet kutatása és oktatása hazánkban a rendszerváltás után. Szakmai szimpózium a 70 éves Varga Csaba tanszékvezető egyetemi tanár, tudományos tanácsadó tiszteletére. Időpont: 2011. június 7. (kedd) 13–16 h. Helyszín: PPKE Díszterem, II. János Pál-terem. A konferencia szervezője: Frivaldszky János
36. Aquinói Szent Tamás a jogról – könyvbemutató előadás. Konferencia: Szakmai könyvbemutató és konferencia. Időpont: 2011. június 22. 11-13-ig. Helyszín: PPKE Díszterem, II. János Pál terem. A konferencia szervezője: Frivaldszky János
37. Pauler Ákos a jog, a szeretet és a humanizmus elvéről. Konferencia: Pauler Ákos filozófiai öröksége. Tudományos konferencia halálának 80. évfordulóján. Helyszín: Pázmány Péter Katolikus Egyetem Jog- és Államtudományi Kar, 1088 Budapest, Szentkirályi u. 28–30. Tanácsterem, Időpont: 2013. április 12.
38. Miként kellene meghatározni a család jogi fogalmát, belső jogi tartalmát, valamint a családpolitika fő irányait a Családjogi Charta fényében? Konferencia: 30 éves a Család Pápai Tanácsa által kiadott Családjogi Charta. Időpont: 2013. 10. 09. Helyszín: PPKE Díszterem, II. János Pál-terem
39. A közjó és a jó kormányzás régi és aktuális kérdései. Konferencia: A közjó jog- és politikai filozófiája nyomában. Időpont: 2013. november 15 (péntek) 14 órától. Helyszín: PPKE JÁK Jogbölcseleti Tanszék (Szentkirályi u. 28. II. em.) Egy olasz meghívott előadó részvételével. A konferencia szervezője: Frivaldszky János
40. A „Fejedelem” politikai antropológiájától a közjó filozófiája felé. Konferencia: A politika antropológiája nyomában. Machiavelli „A fejedelem” c. művének 500 éves évfordulója alkalmából.Szervezők: Az MTA TK Politikatudományi Intézete és a PPKE Keresztény Filozófiai Intézet „Ius Naturale” Kutatócsoportja (vezetője: Frivaldszky János). Időpont: 2013. december 6, péntek, 14–17.30 óra. Helyszín: MTA TK PTI (1014 Budapest, Országház u. 30., PTI tanácsterem) A konferencia társszervezője: Frivaldszky János
41. (Good) Governance: az állami szuverenitás problematikájának érvénytelenítése – avagy mi a jó kormányzás és a helyes hatalomgyakorlás? Konferencia: Az állam szuverenitása: eszmény és/vagy valóság.Szervező: Az MTA TK Jogtudományi Intézete és a K108790 számú OTKA-projekt Államtudományi Kutatócsoportja. Időpont: 2014. március 21. (péntek) 830 – 1740 Helyszín: Budapest, MTA TK Jogtudományi Intézet, Budapest, I. ker. Országház u. 30. Szekció: Szuverenitás-elméletek. A klasszikus szuverenitás-elméletek problémái. Szekcióelnök: Hörcher Ferenc. Előadás időpontja: 11.10-11.30. Szekció helyszínes: „Pepita terem”.
42. Az uzsora természetjogi megközelítésben. Konferencia: Konferencia az uzsoráról. ELTE ÁJK. 2014. 03. 28–29. Előadás időpontja: 2014. 03. 28. (péntek)
43. Az „aranyszabály” érvényesülési lehetőségei a polgári jogban. Konferencia: Multidiszciplináris kihívások – sokszínű válaszok 4. című Közgazdasági és Társadalomtudományi Szimpózium Erkölcs- és Jogtudományi Szekció. Budapesti Gazdasági Főiskola, Kereskedelmi, Vendéglátóipari és Idegenforgalmi Kar, Közgazdasági Intézeti Tanszéki Osztályának Tudományos Műhelye, Budapest V., Alkotmány u. 9–11. IV. ea. 2014. május 5. (hétfő) A szekció témája: A gazdaság, az erkölcs és a jog kapcsolata. Szekcióelnök Hámori Antal, főiskolai docens (BGF) Helyszín: Budapesti Gazdasági Főiskola
44. A „személy” fogalmával való visszaélések kritikája – minden ember alapvető jogainak védelmében.Konferencia: Emberi jogi kérdések, visszásságok. Időpont: 2014. június 18. (szerda) 15–18 óra, PPKE JÁK, „Ius naturale” kutatócsoport műhelykonferenciája. Helyszín: PPKE JÁK Jogbölcseleti Tanszék (Szentkirályi u. 28. II. em.) Előadás időpontja: 15.00–15.20. Hivatkozás
45. A fogyasztóvédelem természetjogi megközelítésben. Konferencia: Multidiszciplináris kihívások – sokszínű válaszok 5. című, Közgazdasági és Társadalomtudományi Szimpózium. Budapesti Gazdasági Főiskola Kereskedelmi, Vendéglátóipari és Idegenforgalmi Kar Közgazdasági Intézeti Tanszéki Osztályának Tudományos Műhelye. Időpont: 2014. október 28. (kedd). Helyszín: Budapest V., Alkotmány u. 9-11. 2. em. IV. ea. Erkölcs- és Jogtudományi Szekció. A szekció témája: A „fogyasztók” etikai és jogi védelme. Szekcióelnök: Hámori Antal PhD. főiskolai docens (BGF) Előadás elhangzott: 15.00–15.20.
46. A jog logosza. Konferencia: Érték- és Értelemkeresés a XXI. században. Viktor E. Frankl munkásságának fényében. Szervezők: Apor Vilmos Katolikus Főiskola és a Pető András Főiskola. Időpont: 2014.11.7. Helyszín: Apor Vilmos Katolikus Főiskola, 2600 Vác, Konstantin tér 1–5. Szent II. János Pál-terem (I. emelet). Elhangzott a „Plenáris előadások II.” blokkban 14.15–14.45 között. http://avkf.hu/ertek-es-ertelemkereses-xxi-szazadban-konferencia
47. Szent Ágoston és Aquinói Szent Tamás államelméletének egyes kérdései. Konferencia: „Ius naturale” kutatócsoport tagjainak kutatói beszámolóit tartalmazó műhelykonferencia. (7 fő tartott előadást) Szervező: PPKE JÁK „Ius Naturale” Kutatócsoportja (vezetője: Frivaldszky János). Időpont: 2014.12.10. (szerda) 16 óra. Helyszín: PPKE JÁK Jogbölcseleti Tanszék (Szentkirályi u. 28. II. em.) https://jak.ppke.hu/jogbolcseleti-tanszek/ius-naturale-kutatocsoport/esemenyek-konferenciak
48. Megfontolások a vasárnapi kötelező pihenőnap természetjogi alapjairól és közpolitikai lehetőségeiről. Konferencia: „Vasárnap-vásárnap?” szakmai kerekasztal-konferencia. szervezte: PPKE JÁK Munkajogi Tanszéke (annak vezetője: Gyulavári Tamás) és a „Ius naturale” kutatócsoport vezetője: Frivaldszky János, Időpont: 2015. március 12. (csütörtök) 15:00–18:00. Helyszín: PPKE JÁK. Szentkirályi utca 28. II. előadó https://jak.ppke.hu/uploads/articles/16326/file/V%C3%A1s%C3%A1rnap%20megh%C3%ADv%C3%B3.pdf
49. A dolgozó személy méltóságának és egészségének védelme – jogfilozófiai megközelítésben. Konferencia: „Multidiszciplináris Kihívások Sokszínű Válaszok” 6. Szimpózium. Időpont: 2015. április 28. Helyszín: Budapesti Gazdasági Főiskola Kereskedelmi, Vendéglátóipari és Idegenforgalmi Kar. 1055 Budapest, Markó utca 29–31. Erkölcs- és jogtudományi szekció. Helyszíne: Budapest, V. kerület, Markó u. 29–31. fszt. Aula, Szekcióelnök: Hámori Antal PhD, főiskolai docens. Előadás időpontja: 15.40–16.00
50. Mely területeken indokolt, melyeken nem kiküszöbölhető és melyeken ‘jogellenes’ a jogrendszerek versenye? Elhangzott a záró plenáris ülésen. Konferencia: Jogrendszerek közötti verseny – joggazdaságtani konferencia. Időpont: 2015. szeptember 4. Helyszín: Pázmány Péter Katolikus Egyetem, Jog- és Államtudományi Kar, Díszterem
51. Milyen alapelvek és megítélési kritériumok szerint értékelhető és kezelhető korunk migrációs krízise? Konferencia: Milyen alapelvek és értékszempontok alapján tekintsünk korunk migrációs válságára? Időpont: 2015. november 12. (csütörtök) 16.00-19.00. Szervező: A Ius naturale kutatócsoport (PPKE JÁK, Jogbölcseleti Tanszék, vezetője: Frivaldszky János) Helyszín: Pázmány Péter Katolikus Egyetem, Jog- és Államtudományi Kar, Kari Tanácsterem
52. Véleménynyilvánítás szabadsága az emberi jogok és a közjó kontextusában. Konferencia: Véleménynyilvánítás szabadsága, média és a közjó. Szervezők: A Ius naturale kutatócsoport (PPKE JÁK, Jogbölcseleti Tanszék, vezetője: Frivaldszky János) és a NMHH Médiatanácsának Médiatudományi Intézete. Időpont: 2016, április 22. (péntek) 14.00-19.00. Helyszín: Pázmány Péter Katolikus Egyetem Jog- és Államtudományi kar, Kari Tanácsterem
53. Észrevételek az Alaptörvény némely alapvető erkölcsi vonatkozásáról. Konferencia: Történeti alkotmányunk vívmányai és az Alaptörvény. Időpont: 2016. április 29. Előadás elhangzott az alkotmányjogi szekcióban: Pázmány Péter Katolikus Egyetem Jog- és Államtudományi Kar, Kari Tanácsterem
54. Szükséges-e az emberi személy metafizikája a fogyatékossággal élők jogainak védelméhez? Avagy Martha Nussbaum kapacitáselméletének értékelése. Konferencia: „A természetjog napja” Szervező: A Ius naturale kutatócsoport (PPKE JÁK, Jogbölcseleti Tanszék, vezetője: Frivaldszky János) Időpont: 2016. május 27. (péntek) Helyszín: Pázmány Péter Katolikus Egyetem Jog- és Államtudományi kar, Kari Tanácsterem
55. Jó kormányzás és helyes közpolitika-alkotás. Konferencia: Jó Állam Szakmai Napok 2016. Időpontja: 2016. október 12. Helyszín: Nemzeti Közszolgálati Egyetem, Ludovika Campus főépület, Széchenyi Díszterem
56. Milyen természetjogi gondolkodásra lenne szükség a neoklasszikus iskola után? Konferencia: Magyarországi Aquinói Szent Tamás Társaság Szakmai nap. Időpont: 2016.12.16. Helyszín: Pázmány Péter Katolikus Egyetem Hittudományi Kar, II. emeleti előadóterem, Budapest V., Veres Pálné utca 24. Előadás időpontja: 9.50 – 10.10
57. A civil gazdaság és a jó kormányzás természetjogi alapjai. Konferencia: Domonkosok a társadalomért (OP800) Helyszín: Budapesti Corvinus Egyetem, Főépület (1093 Budapest, Fővám tér 8.), földszint, III. előadó Időpont: 2017. február 24. (péntek)
58. A ʽszövetség’ koncepciója az Ószövetségben. Konferencia: „Természetjog napja II.” a Ius naturalekutatócsoport szervezésében. Időpont: 2017. május 26. (péntek) Helyszín: Pázmány Péter Katolikus Egyetem Jog- és Államtudományi Kar, Kari Tanácsterem. Előadás időpontja: 10.00-10.20.
59. A háború antropológiájától a béke filozófiája felé. Konferencia: Magyarországi Aquinói Szent Tamás Társaság – Szakmai nap. Időpont: 2017.12.01. Helyszín: PPKE HTK, II. emeleti előadóterem
60. Szent Tamás nyomdokain: az igazságos háború keresztény tanától a béke morálfilozófiájáig.Konferencia: A Magyarországi Aquinói Szent Tamás Társaság konferenciája a béke fogalmáról. Helyszín: PPKE HTK, II. emeleti előadóterem. Időpont: 2018.05.18. Előadás elhangzott: 9.10–9.30 h
61. A háború antropológiájától a béke filozófiája felé – az első világháború lezárásának 100. évfordulója kapcsán. Konferencia: „Természetjog napja III.” Szervező: Ius naturale kutatócsoport (PPKE JÁK, Jogbölcseleti Tanszék), vezetője, Frivaldszky János Időpont: 2018. 05. 25. (péntek) Helyszín: Pázmány Péter Katolikus Egyetem Jog- és Államtudományi Kar, Kari Tanácsterem
62. Az igazságos és a szent háború tana az I. Világháborúban a katolikus Egyház társadalmi tanításának szemszögéből. Konferencia: A katolikus Egyház társadalmi tanítása, mint lényegi lelkipásztori feladat – A Pázmány Péter Katolikus Egyetem. Hittudományi Kar Liturgika és Lelkipászorkodástani Tanszékének szakmai kollégiuma. Időpont: 2018. november 2. Előadás elhangzott: 14.05-14.25. Helyszín: Budapest, PPKE HTK (Veres Pálné u. 24.) első emeleti előadóterem
63. Élet és méltóság a transzhumanizmus korában. Konferencia: A Magyarországi Szent Tamás Társaság szimpóziuma. Időpontja: 2018.12.14. Előadás elhangzott: 9.30-9.55, Helyszín: PPKE HTK, II. emeleti előadóterem
64. Az emberi élet és méltóság kérdései a transzhumanizmus korában. Szervező: Magyar Bioetikai Társaság. Helyszín: Pázmány Péter Katolikus Egyetem Jog- és Államtudományi Kar, Kari Tanácsterem. Előadás időpontja: 2019. 01. 16. 15.00

### Külföldi tudományos konferencia-előadásai
1. Diritti umani e natura umana. Konferencia: La Fede e la Ragione, Pontificia Università della Santa Croce, Convegno delle Facoltà di Teologia e Filosofia. 2009.02.27. Róma http://www.pusc.it/teo/conv/conv09/comu_cogn.pdf
2. Obiezione di coscienza e dottrina cattolica. Konferencia: Estado y conciencia. Unión Internacional de Juristas Católicos, 2009.11.13. Madrid, Salle des actes de l’Académie royale de Jurisprudence el Législation, http://www.agenciasic.es/2009/08/10/la-union-internacional-de-juristas- catolicos-celebrara-en-madrid-un-congreso-sobre-estado-y-conciencia/
3. Dialettica e giurisprudenza nel Duecento, 2009.11.24. Trento, CERMEG, Università degli Studi di Trento, Facoltà di Giurisprudenza, Dipartimento di Scienze Giuridiche, http://www.unitn.it/files/locandina_seminario_frivaldszky_24.11.09.pdf
4. Equità e antropologia tra medioevo e attualità – Verso una concezione relazionale del diritto. 2009.11.25. Università degli Studi di Torino, Facoltà di Giurisprudenza, Dipartimento di Scienze Giuridiche. 90 perces évfolyamelőadás kb. 60 hallgató, valamint egyetemi oktatók részvételével. http://www.comunionediritto.org/en/events-texts/regional-events/140-torino-25- novembre-2009.html
5. Critica dei modelli di buon governo nella società contemporanea. Konferencia: L’ideale del buon governo, Luigi Einaudi e il legame tra individuo e società. 2009.11.28. Dogliani http://www.cuneocronaca.it/news.asp?id=22473
6. La giurisprudenza come ragione pratica: radici romanistiche e medievali. A „jogászi módszertan” kötelező kurzus keretében tartott 60 perces évfolyamelőadás. kb. 100 hallgató részvételével, Időpont: 2010.03.18. 15.30-16.30. Helyszín: LUISS, Facoltà di Giurisprudenza, Róma, Via Parenzo, 10, fogadó professzor: Antonio Punzi
7. Diritto naturale senza natura umana? Konferencia: Natura, cultura, libertà -XVIII Convegno di Studi della Facoltà di Filosofia. 2010.02.23. Pontificia Università della Santa Croce. Róma http://www.pusc.it/fil/conv/conv10/COMU_aule.pdf
8. L’Enciclica Caritas in Veritate dal punto di vista del giusfilosofo. Konferencia: Seminario di studio sul tema Caritas in Veritate. Riflessioni sul tema. Istituto Internazionale Jacques Maritain, 2010.03.20. Róma http://www.maritain.org/eventi/dettaglio.php?id=138
9. From legal constraint to legal obligation. Konferencia: Myths of the contemporaneity: public reason between deconstruction and reconstruction. Az European Science Foundation szervezésében. 2010.09.20. Università degli Studi di Torino, Sede di Cuneo. http://www.esf.org/index.php?eID=tx_nawsecuredl&u=0&file=fileadmin/be_user/ ew_docs/09-217_Programme.pdf&t=1287569325&hash=0c81b3930c3f2b021401912fe 4edf7b9
10. L’antropologia relazionale nella storia della filosofia del diritto. Konferencia: Antropologia della libertà. Workshop preparativo al Convegno Internazionale celebrativo del 50° anniversario della morte di Luigi Einaudi. 28-30 ottobre 2011, 2010.09.22. Dogliani
11. Il ragionamento dei giuristi nell’epoca classica: un modello ancora valido? Corso di Filosofia del Diritto. 2010.10.13-14. Università Cattolica del Sacro Cuore. Facoltà di Giurisprudenza, Sede di Piacenza, ERASMUS program keretében zajlott, egyetemi professzorok jelenlétében tartott 5 egyetemi évfolyamelőadás összesen kb. 200 fő hallgató jelenlétében, fogadó professzor: Prof.ssa Mariachiara Tallacchini http://piacenza.unicatt.it/giurisprudenza_1806.html
12. L’estetica dell’essere libero – considerazioni giusfilosofiche. Konferencia: Antropologia della libertá. Féltucat olasz jogfilozófus előadóval. Időpont: 2011. 27 ottobre-2 novembre. Helyszín: Dogliani, Salone del Consiglio Comunale. Università di Torino, Facoltà di Giurisprudenza e Scienze Politiche, sedi di Cuneo, Associazione Polis stb., Szervezők: Paolo Heritier, Paolo Silvestri (jogfilozófusok) Védnökség (többek között): CERMEG https://profiles.google.com/103929859445686950285/buzz/TUhNTJ1q4uz
13. La storia e l’attualità del pensiero giusnaturalistico. Időpont: 2011.03.11. Helyszín: Università di Torino, Facoltà di Giurisprudenza, 80 perces évfolyamelőadás kb. 90-100 hallgató részvételével. Fogadó tanárok: Paolo Heritier és Paolo Silvestri
14. Libertá, principi e l’antropologia del buon governo. Konferencia: Deontologia del fondamento, Scuola di alta formazione in „Antropologia della libertà” Seconda edizione, Olaszország – Dogliani, Városháza, Konferencia időpontja: 2012. június 21-23., Főbb jogfilozófus résztvevők: Paolo Heritier (Università di Torino), Alberto Andronico (Università di Catania), Fabio Ciaramelli (Filosofia del diritto, Università di Catania), Giovanni Bombelli (Universitá Cattolica, Sacro Cuore Milano), Paolo Silvestri
15. Discorso giuridico: le prospettive della filosofia pratica classica. (Legal discourse: the Promise of Classical Practical Philosophy) Konferencia: Argumentation & Rhetoric (in Public Discourse, in Language, in Law), Konferencia időpontja: 2012. június 7-8. Helyszín: Trento, Olaszország, Universitá degli Studi di Trento, Facoltà di Giurisprudenza – Dipartimento di Scienze Giuridiche
16. La legge fondamentale ungherese. Időpont: 2012. november 26-29. Helyszín: Università Mediterranea di Reggio Calabria (Olaszország), Alkotmányjogi Tanszék, Meghívó professzor: prof. Antonino Spadaro, ordinario di diritto costituzionale. Meghívó társ-professzorok: Prof.ssa C. Salazar (Diritto pubblico comparato), Prof. A. Rauti (Diritto pubblico), Prof. D.M. Cananzi (Filosofia del Diritto). 4 összevont évfolyamelőadás tartása kb. 300 hallgató és féltucat professzor előtt. http://www.unirc.it/comunicazione/articoli/10733/27-28-novembre-seminario-sulla-costituzione-ungherese
17. L’interpretazione della Torah tramite la Berit: il processo rib per non applicare la pena di morte (la storia di Giuseppe e dei sui fratelli). „Italian Society for Law and Literature” V. konferenciája, Olaszország, Torino, Torinói Egyetem A konferencia címe: Il diritto tra testo e immagine. Rappresentazione ed evoluzione delle “fonti”. Az előadás megtartásának időpontja: 2013. Június 18. kedd, a szekció kezdete: 16:30. Helyszín: Torinói Egyetem, Sala Principi d’Acaja, Rettorato, Via Po, 17. Szekció: Osservazioni del processo
18. La nuova legge fondamentale ungherese. La Sapienza Egyetem politikatudományi karán, az államelmélet tanszéken kb. 30-40 MA hallgatónak és doktorandusznak, három professzor jelenlétében előadás tartása. Előadás témája: az alapvető emberi jogok és a kormányforma új alkotmányos konstrukciója, Meghívó professzor asszony: Fernanda Bruno összehasonlító alkotmányjogász (La Sapienza, Roma), időpont: 2013. március 13.
19. Quale legge morale naturale per l’Europa dopo la scuola neoclassica del diritto naturale?Konferencia címe: Quale religione per l’europa? Szervező: Institut International d’Études Européennes “Antonio Rosmini”, 52° convegno internazionale. Együttműködő partner: Libera Università di Bolzano (LUB) Helyszín: Piazza Università 1, Aula D.102. 2013.10.10-11. Az előadás megtartásának időpontja: 2013.10.11., 9.30 – 10.15 órakor (II. szekció)
20. Quale economia politica per il governo sussidiario-relazionale? – dall’egoismo emancipatorio di Smith all’amicizia (politica). Konferencia: III Scuola di alta formazione in Antropologia della libertà “Luigi Einaudi” – Dono, mercato, legame sociale. Főelőadó: prof. Luigino Bruni (Economia Politica, Lumsa, Róma). Közreműködő, támogató és társ-szervezetek: Osservatori sull’Antropologia della Libertà (ALI) e sul Buon Governo “Luigi Einaudi” dell’Associazione Polis con: Dipartimento di Giurisprudenza – Università di Torino, Comune di Dogliani, Fondazione Luigi Einaudi onlus di Torino, Centro di Studi sulla storia e i metodi dell’Economia Politica “Claudio Napoleoni” (CESMEP) del Dipartimento di Economia e Statistica “Cognetti de Martiis” – Università di Torino, Rivista di Teoria Critica della Regolazione Sociale, Università di Catania (TCRS) A konferencia időpontja: 2013. szeptember 6–8. Helyszín: Olaszország, Dogliani, Salone Comunale, Előadás időpontja: szept. 7., a 10 órakor kezdődő blokkban, címe: Dono e mercato tra protestantesimo e cattolicesimo
21. Ragioni dialettiche antiche-nuove da recuperare nell’ambito dei contratti civili per superarne la concezione neoliberale. Konferencia: GTR15 – International Conference on Rhetoric. Visual Argumentation & Reasonableness in Judicial Debate. Szervező: CERMEG (Trento), Időpont: 17-19, June 2015. Helyszín: Trentói Egyetem Jogi Kar. Szekció időpontja, címe, helyszíne: 19th June 2015 h. 09.00 – 13.00 Session 3- Argomentazione e logica giudiziale. (working language: Italian) Conference Room Előadás időpontja: 10.30-10.55 http://www.cermeg.it/eng/2015/01/13/gtr15-visual-argumentation-reasonableness-in-judicial-debate/
22. Argomentazione giuridica con i topoi della „competizione” e della „non discriminazione” confrontandoli con la dialettica classica. Konferencia: GTR16 – TRENTO DAYS ON RHETORIC – 7TH ISLL- ITALIAN SOCIETY FOR LAW & LITERATURE. A Picture of Law. Multimodal Argumentation, Pluralism and Images in Law. Szekció: Thursday, June 16th – SESSION I: Multimodal Argumentation. Working Group: Legal Semiotics & Legal Rhetoric / Diritto, Semiotica e Retorica (working language: Italian) Room D Chair: Paolo Heritier. Konferencia időpontja: 16-17, June 2016. Helyszín: Trentói Egyetem Jogi Kara (Olaszország)
23. Dignità, soggettività e capacità giuridica delle persone con disabilità – riflessioni critiche partendo da Martha Nussbaum. Konferencia: Summer School in European Law and Humanities Centro internazionale.Időpont: 6-7 Giugno 2016. Helyszín: Sala del consiglio comunale del Comune di Dogliani. Szervező: Centro internazionale ‘GIAMBATTISTA VICO’ (DIREL-ISLL-CIRCe) A június 6-i konferencianap programjának címe: „Scelte strategiche su cura e vita indipendente: la disabilità e l’agricoltura multifunzionale” Szekció címe: „Tra teoria e cliniche legali”
24. Come si fa presente secondo Vico la Provvidenza nella storia del diritto? Konferencia: Pour une jurisprudence philosophique. Vico et le secret du droit naturel Per una giurisprudenza filosofica. Vico e il segreto del diritto naturale. Szervezők: Centro internazionale ‘GIAMBATTISTA VICO’, CIRCe, CRHI Summer School in “Law and Humanities”, Università di Torino. Időpont: Martedì 26 Luglio, 2016/Mardi 26 Juillet 2016. Helyszín: Maison des Sciences de l’Homme et de la Société, NICE 25, Avenue Mitterrand, Nice, Salle plate 031 (Nizza, Franciaország)
25. La struttura dialogica della procedura „ríb” nell’Antico Testamento. Konferencia: GTR17-XVII Edizione delle Giornate Tridentine di Retorica Időpont: 8-9 giugno 2017. Az előadás elhangzott: 2017 június 8-án (csütörtök), a 15.00-kor kezdődő I. Szekción belül 17.25–17.50 h Szervező, helyszín: CERMEG / Facoltà di Giurisprudenza / Università di Trento (Trentói Jogi Kar, Olaszország)
26. La crisi dello Stato e della giurisprudenza: l’(in)attualità dei pensieri di Giorgio del Vecchio a Budapest. Konferencia: II Convegno MTA BTK FI e CISUECO (Centro Interuniversitario di Studi Ungheresi e sull’Europa Centro-Orientale). Tra una guerra e l’altra. Incroci fra Italia e Ungheria: storia, letteratura, cultura, mondo delle idee (1921-1945) Időpont: 15-16 giugno 2017. Az előadás elhangzott: június 15-én (csütörtök) a 30-19.30-ig tartó II. ülés 5. előadásaként. Helyszín: Sala del Consiglio del Dipartimento di Scienze Politiche, Università Roma Tre, Sede del CISUECO. Róma, Via Gabriello Chiabrera, 199.
27. La conversione del progetto salvifico tramite l’Alleanza. Konferencia: Questions relatives à Vico: Conversions et oikonomia. Projet de recherche pluriannuel Du vrai au fait, du vrai au juste: pour une jurisprudence philosophique Le sens des concepts de conversion et providence. Előadás elhangzott: 2017 június 28-án (szerda) a 14.30-kor kezdődő ülésen. Szervező: Centro internazionale ‘GIAMBATTISTA VICO’ Konferencia időpontja: 26-30 Juin 2017. Helyszín: Campus Trotabas, Faculté de Droit, Nice (Nizzai Egyetem Jogi és Politikatudományi Kara)
28. Il modo di pensare giusnaturalistico dei glossatori e dei commentatori è ancora valido? Elhangzott: Panel 6 Methods and paradigms (April 11, 15:30-17:00) Aula C201 Chair Eamon O’Higgins LC Konferencia: Natural Law in Medieval Philosophy: Traditions, Convergences and Divergences Pontifical. Helye: Athenaeum Regina Apostolorum, Philosophy Faculty, Róma, Ideje: 2018, április 10-11.
29. Transumanesimo e dignità – Teorie terapeutiche e non terapeutiche di potenziamento. (Transhumanismo y Dignidad – Mejoras terapéuticas y no terapéuticas) Konferencia: VI Congreso Mundial de Juristas Católicos – “¿TRANSHUMANISMO O POSTHUMANIDAD?” Időpont: 2018. november 7–9. Helyszín: Mexikóváros
30. Considerazioni giusfilosofiche sul perdono a proposito della monografia di Antonio Malo. Konferencia (szeminárium): Antonio Malo „Antropologia del perdono” (2018) című kötetének megvitatása és a megbocsátás teológiai, filozófiai és jogfilozófiai vetületei. Időpont: 2019.04.03. Helyszín: Pontificia Università della Santa Croce. Róma, Piazza di Sant’Apollinare, 49. https://www.vaticannews.va/hu/vilag/news/2019-04/roma-szeminarium-megbocsatas-ereje-frivaldszky-janos.html http://www.ifanthropology.org/notizie

### Hazai tudományos idegennyelvű konferencia-előadásai
1. L’intersoggettivitá nel diritto: l’etá greca, quella ebrea classica, il medioevo cristiano e il postmoderno, Konferencia: The second comparative legal cultures symposium ont o rule of law. Időpont: 1997. march 30-april 1. Helyszín: Budapest, PPKE JÁK, kari tanácsterem
2. Come riempire il diritto naturale di contenuti regolativi? Sándor Horváth O. P. e la prospettiva tomista. Aquinói Szent Tamás gondolatainak jog- és politikai filozófiai aktualitását kutató nemzetközi „STEP” projekt keretében elhangzott előadás: Időpont: 2005.07.14. Helyszín: PPKE JÁK II. János Pál terem, díszterem http://www.thomasinternational.org/projects/step/conferences/20050712budapest/brochure_b.htm
3. La regola d’oro come visione intersoggetiva del diritto. Műhelykonferencia: „Aequitas és a természetjog.” Időpont: 2007.05.02. Műhelykonferencia. Helyszín: PPKE JÁK, Kari tanácsterem. Wolfgang Waldstein részvételével. A konferencia szervezői: El Beheri Nadja és Frivaldszky János
4. Dignità umana, soggettività giuridica e capacità giuridica, Konferencia: Emberi méltóság és a jog, Időpont: 2010. május 19, Helyszín: PPKE JÁK, Kari tanácsterem. A konferencia szervezője: Frivaldszky János
5. Alla ricerca etica del buon governo: i principi e l’antropologia del buon governo. Konferencia. Jó kormányzás, jó kormányzat, jó állam. TÁMOP projekt keretében szervezett konferencia külföldi előadókkal. Időpont: 2012.12.19. Helyszín: PPKE JÁK, Kari tanácsterem. A konferencia szervezője: Frivaldszky János
6. Alla ricerca etica del buon governo: i principi e l’antropologia del buon governo. Konferencia: Jó kormányzás, jó kormányzat, jó állam. Tudományos konferencia három olasz előadó részvételével. 2012.12.19. PPKE JÁK, díszterem. A konferencia szervezője: Frivaldszky János
7. Esistono i diritti soggettivi dei bambini? Konferencia: A család (jog)filozófiája felé. Tudományos konferencia egy fő olasz főelőadó részvételével. 2014.02.05. PPKE JÁK, Jogbölcseleti Tanszék. A konferencia szervezője: Frivaldszky János (PPKE Keresztény Filozófiai Intézet Ius naturale kutatócsoportja, PPKE JÁK, Jogbölcseleti Tanszék)
8. La provvidenza divina nella storia del diritto nelle opere di Giambattista Vico. Konferencia: La concezione del diritto nelle opere di Giambattista Vico – olasz és magyar nyelvű műhelykonferencia. Időpont: 2016. szeptember 22. (csütörtök) 15.30–17.30. Helyszín: Pázmány Péter Katolikus Egyetem Jog- és Államtudományi Kar, Jogtörténeti Tanszék gyakorlója (II. em.) Szervező: Frivaldszky János, a Ius naturalekutatócsoport (PPKE JÁK, Jogbölcseleti Tanszék) vezetője